# Aspidoscelis tigris
Aspidoscelis tigris je druh šupinatého plaza z čeledi tejovití. Do češtiny by se vědecké jméno druhu dalo přeložit jako „teju tygrovaný“.

## Výskyt
Aspidoscelis tigris běžně obývá západní část Spojených států. Jeho severní rozsah zahrnuje jižní část Idaha, jihovýchodní Oregon, Kalifornii, Nevadu a Utah, a dále na západ po pobřeží Tichého oceánu. Na jihu se vyskytuje na území západního Colorada, severní a jižní Arizony, jižního Nového Mexika a západního Texasu, kde východní hranici tvoří Skalnaté hory. Jeho rozšíření sahá také do severního Mexika, až na Baja California na severu, a pokračuje východním směrem do západní části Sonory a severovýchodního Chihuahua, Coahuily, Nuevo Leon a Tamaulipas.
Aspidoscelis tigris jsou suchozemští tvorové, kteří obývají pouště, suché lesy a pastviny. Tyto oblasti zahrnují různé typy terénu, jako jsou kaňony, kopce a pobřežní regiony včetně údolí řek. Vegetace v těchto oblastech zahrnuje různé druhy keřů, včetně například pelyněku trojzubého, v této vegetaci také vyhledávají hmyz jako svou potravu. Vzhledem k tomu, že na pouštních oblastech může vegetace buď chybět nebo být minimální, tito ještěři vyhledávají podzemní nory jako úkryt před extrémními teplotami. Často využívají existující nory hlodavců, ale také si dokáží vyhrabat své vlastní nory tím, že hrabou do půdy. Tito ještěři se vyskytují v nadmořských výškách od 530 do 1176 metrů.

## Popis
Dospělí jedinci Aspidoscelis tigris jsou vybaveni krycím zbarvením, které jim umožňuje splynout s pouštním prostředím. Jejich šupiny jsou obvykle světle hnědé nebo oranžové, s několika menšími černými, hnědými nebo bílými vzory. Tento výrazný vzor zahrnuje osm podélných pruhů, které probíhají od hlavy až k ocasu, a také malé černé nebo bílé skvrny po stranách hřbetu. Tito ještěři dosahují délky mezi 12,7 a 33 cm, s tím, že samci bývají obvykle o něco větší než samice, a jejich váha se pohybuje v rozmezí 6 až 20 gramů. Po vylíhnutí měří mláďata 3,5 až 4,4 cm.

## Rozmnožování
Aspidoscelis tigris se rozmnožují pomocí pohlavního páření a jsou polygynní, což znamená, že samci se páří i s více než jednou samicí. Reprodukce probíhá 1 až 2krát ročně od poloviny dubna do července. Samci využívají specifické feromony k tomu, aby komunikovali s potenciálními partnery a přilákali je. Během páření může docházet ke konfrontaci mezi soupeřícími samci, přičemž dominantní samec většinou vyžene ostatní soupeře a následně se vrátí k vybrané samici. Toto chování během páření může představovat nepřímé riziko pro Aspidoscelis tigris, protože se v té době mohou méně soustředit na své okolí a přítomnost potenciálních predátorů. Samice klade svá vajíčka obvykle v květnu nebo červnu a snáší jednu snůšku vajec ročně. Tato vejce se líhnou od června do srpna.

## Poddruhy
Aspidoscelis tigris má 16 uznávaných poddruhů:
- A. t. aethiops (Cope, 1900)
- A. t. dickersonae (Van Denburgh & Slevin, 1921)
- A. t. disparilis (Dickerson, 1919)
- A. t. multiscutatus (Cope, 1892)
- A. t. mundus (Camp, 1916)
- A. t. nigroriens (Hendricks & Dixon, 1986)
- A. t. pulcher (Williams, Smith & Chrapliwy, 1960)
- A. t. punctatus (Walker & Maslin, 1965)
- A. t. punctilinealis (Dickerson, 1919)
- A. t. rubidus (Cope, 1892)
- A. t. septentrionalis (Burger, 1950)
- A. t. stejnegeri (Van Denburgh, 1894)
- A. t. tigris (Baird & Girard, 1852) - nominátní poddruh
- A. t. vandenburghi (Dickerson, 1919)
- A. t. variolosus (Cope, 1892)
- A. t. vividus (Walker, 1981)